# Izabella Alvarez
Izabella Alvarez, född 1 mars 2004 i Kalifornien, är en amerikansk skådespelare.
Alvarez har bland annat medverkat i såväl TV-serien Familjen Casagrande som i filmen om samma familj. Hon har även medverkat i filmen Magic Camp.

## Filmografi (i urval)
- 2019–2022 – Familjen Casagrande (TV-serie)
- 2020 – Magic Camp
- 2024 – Familjen Casagrande: Filmen